# Microrregión de Afonso Cláudio
La microrregión de Afonso Cláudio es una de las  microrregiones del estado brasileño del  Espíritu Santo perteneciente a la mesorregión  Central Espíritu-Santense. Su población fue estimada en 2006 por el IBGE en 136 407 habitantes y está dividida en siete municipios. Posee un área total de 3818,002 km².
La ciudad más grande es Afonso Cláudio, seguida por Venda Nova do Imigrante. El principal polo económico también es la ciudad de Afonso Cláudio.

## Municipios
- Afonso Cláudio
- Brejetuba
- Conceição do Castelo
- Domingos Martins
- Laranja da Terra
- Marechal Floriano
- Venda Nova do Imigrante

- Datos: Q2310469
- Multimedia: Afonso Cláudio / Q2310469